# Ann Olga Koloski-Ostrow
Ann Olga Koloski-Ostrow, geborene Koloski, (* 13. Oktober 1949 in Great Barrington, Massachusetts) ist eine US-amerikanische klassische Archäologin.

## Leben
Sie studierte am Upsala College (B.A. 1971) und an der University of Michigan (M.A. 1973; Ph.D. 1986). Sie lehrt als Professor für Klassische Archäologie an der Brandeis University, wo sie den Kevy and Hortense Kaiserman Endowed Chair in the Humanities innehat.
Ihre Forschungsschwerpunkte bildet die Kunst und Kultur der Römerzeit, insbesondere Kultur, Ingenieurwesen, Technologie und Alltag (einschließlich sanitärer Einrichtungen, Toiletten und Wassersysteme); Pompeji, Herculaneum und andere Orte in der Nähe des Vesuvs. Ferner unterrichtet sie antike griechische Kunst und Archäologie; lateinische Sprache und Literatur; Mythologie in der griechischen und römischen Kunst und Literatur sowie griechische Sprache und Literatur.

## Schriften (Auswahl)
- The Sarno bath complex. L’Erma di Bretschneider, Rom 1990, ISBN 88-7062-700-4 (= Dissertation).
- mit Claire L. Lyons (Hrsg.): Naked truths. Women, sexuality, and gender in classical art and archaeology. Routledge, London 1997, ISBN 0-415-15995-4.
- (Hrsg.): Water use and hydraulics in the Roman city. Kendall/Hunt, Dubuque 2001, ISBN 0-7872-7690-1.
- The archaeology of sanitation in Roman Italy. Toilets, sewers, and water systems. The University of North Carolina Press, Chapel Hill 2015, ISBN 978-1-4696-2128-9.